# التنظير الطيفي للأشعة القريبة من تحت الحمراء

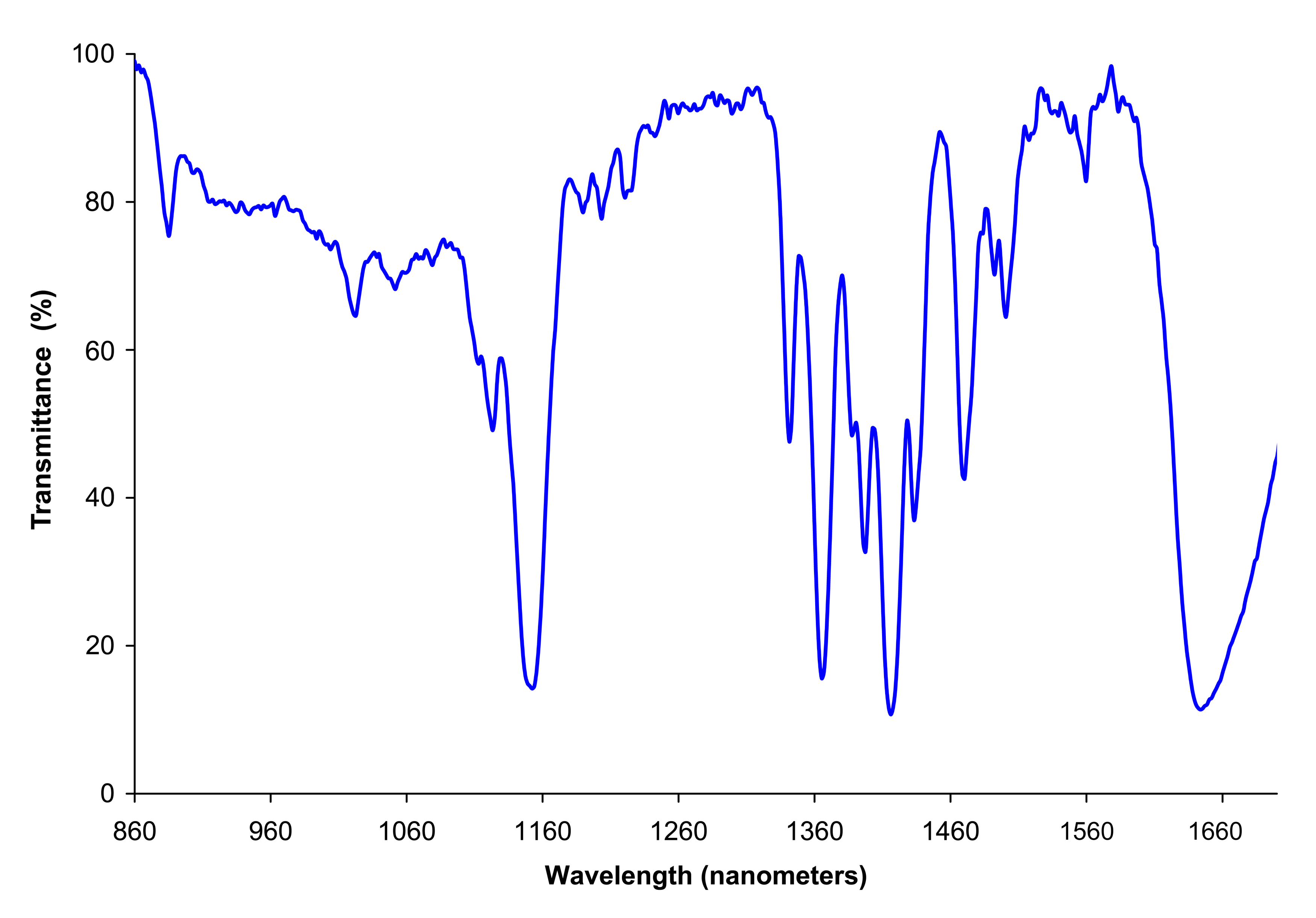

التنظير الطيفي للأشعة القريبة من تحت الحمراء هي طريقة طيفية تستخدم المنطقة القريبة من الأشعة تحت الحمراء من الطيف الكهرومغناطيسي (من 780 إلى 2500 نانومتر). تشمل التطبيقات النموذجية لها التشخيص الطبي والفيزيولوجي والأبحاث بما في ذلك السكر في الدم، وقياس الأكسجة النبضية، والتصوير العصبي الوظيفي، وطب الرياضات، والتدريب الرياضي للنخبة، والهندسة البشرية، وإعادة التأهيل، والأبحاث على حديثي الولادة، وأوجه الاتصال بين الحاسوب والدماغ، وطب الجهاز البولي (تقلص المثانة)، وعلم الأعصاب (الاقتران الوعائي العصبي). يوجد أيضًا تطبيقات في مجالات أخرى، مثل مراقبة جودة المواد الغذائية وكيمياء الإنتاج الزراعي، والكيمياء الجوية، وأبحاث الاحتراق وعلم الفلك.

## نظريًا
يعتمد التحليل الطيفي للأشعة القريبة من تحت الحمراء على الأمواج التوافقية، ومجموعة الاهتزازات الجزيئية. تُعد هذه التحولات أو الانتقالات خطًا محظورًا بحسب قاعدة اختيار ميكانيكا الكم. نتيجة لذلك، فإن الامتصاصية المولية في منطقة الأشعة القريبة من تحت الحمراء عادة ما تكون صغيرة جدًا. ومن مزايا التنظير الطيفي للأشعة القريبة من تحت الحمراء أنه يمكنها اختراق عينة إلى نقطة أبعد بكثير مما تخترقه الأشعة تحت الحمراء المتوسطة. وبالتالي، فإن التحليل الطيفي للأشعة القريبة من تحت الحمراء ليست تقنية حساسة بشكل خاص، ولكن يمكن أن تكون مفيدة للغاية في سبر المواد السائبة أكان مع القليل من التحضير للعينة، أو دون تحضير أبدًا.
الأمواج التوافقية الجزيئية، والأشرطة المركبة في الأشعة القريبة من تحت الحمراء عادة ما تكون واسعة للغاية، ما يؤدي إلى أطياف معقدة؛ وقد يكون من الصعب تعيين ميزات محددة لمكونات كيميائية خاصة. غالبًا ما تستخدم تقنيات المعايرة متعددة المتغيرات (على سبيل المثال، تحليل المكونات الرئيسية، المربعات الصغرى الجزئية، أو الشبكات العصبية الاصطناعية) لاستخراج المعلومات الكيميائية المطلوبة. يُعد التطوير الدقيق لمجموعة من عينات المعايرة، وتطبيق تقنيات المعايرة متعددة المتغيرات أمرًا ضروريًا للطرق التحليلية للأشعة القريبة من الأشعة تحت الحمراء.

## التاريخ
يُعزى اكتشاف طاقة الأشعة القريبة من تحت الحمراء إلى وليام هيرشل في القرن التاسع عشر، لكن أول تطبيق صناعي لها بدأ في الخمسينيات. استُخدمت هذه الأشعة في التطبيقات الأولى فقط كوحدة إضافية للأجهزة الضوئية الأخرى التي تستخدم أطوالًا موجية أخرى مثل الأشعة فوق البنفسجية، أو الطيف المرئي، أو الأشعة تحت الحمراء المتوسطة. في ثمانينيات القرن الماضي، توفر نظام يعمل على الأشعة القريبة من تحت الحمراء بشكل مستقل، لكنه كان يركز بشكل أساسي على التحليل الكيميائي. مع إدخال الألياف البصرية الضوئية في منتصف الثمانينيات، والتطورات التي أدت لبناء المونوكروميتور (جهاز عزل جزء ضيق من ألوان الطيف) في أوائل التسعينيات، أصبح التنظير الطيفي للأشعة القريبة من تحت الحمراء أداة أكثر قوة للبحث العلمي.
يمكن استخدام هذه الطريقة البصرية في عدد من مجالات العلوم بما في ذلك الفيزياء أو علم وظائف الأعضاء أو الطب. منذ العقود القليلة الماضية فقط حتى بدأ استخدام هذا النوع من التنظير كأداة طبية لمراقبة المرضى.

## الأجهزة
تشبه أجهزة التنظير الطيفي للأشعة القريبة من تحت الحمراء أدوات قياس أطياف الأشعة فوق البنفسجية والحمراء متوسطة الطول، إذ تحتوي على مصدر، وكاشف، وعنصر تشتيت (مثل الموشور، أو بشكل أكثر شيوعًا محزّز الحيود) من أجل توفير القدرة على تسجيل الشدة عند أطوال موجية مختلفة. تعد مطيافية الأشعة تحت الحمراء باستخدام تحويل فورييه باستخدام قياس التداخل شائعة أيضًا، خاصة بالنسبة للأطوال الموجية التي تزيد عن 1000 نانومتر. بحسب العينة، يمكن قياس الطيف إما عن طريق الانعكاس أو النفوذ.
غالبًا ما تستخدم لمبات الإضاءة بهالوجين الكوارتز، أو اللمبات المتوهجة كمصادر بثّ مكثّف للأشعة القريبة من تحت الحمراء في التطبيقات التحليلية. يمكن أيضًا استخدام الثنائيات الباعثة للضوء. بالنسبة للتحليل الطيفي عالي الدقة، أصبحت مؤخرًا أجهزة الليزر الماسحة لأطوال الموجات، وأجهزة مشط التردد الضوئي مصادر هامة، حتى لو احتاجت في عملها لأوقات زمنية أطول في بعض الأحيان. عند استخدام الليزر، قد يكون من الكافي وجود كاشف وحيد دون أي عنصر تشتيت حتى.
يعتمد نوع الكاشف المستخدم في المقام الأول على مدى أطوال الموجات الواجب قياسها. يعد جهاز اقتران الشحنة ذو القاعدة السيليكونية مناسبًا للنهاية الأقصر من نطاق الأشعة القريبة من تحت الحمراء، ولكنها ليست حساسة بدرجة كافية على معظم النطاق (أكثر من 1000 نانومتر). تعد أجهزة زرنيخيد إنديوم غاليوم، وكبريتيد الرصاص الثنائي أكثر ملاءمة مع أنها أقل حساسية من جهاز اقتران الشحنة. من الممكن الجمع بين الأساس السيليكوني، وكاشفات زرنيخيد إنديوم غاليوم في نفس الجهاز. يمكن لهذه الأدوات تسجيل كل من أطياف الأشعة فوق البنفسجية، والأشعة السينية في وقت واحد.
قد تستخدم الأدوات المخصصة للتصوير الكيميائي بالأشعة القريبة من تحت الحمراء ككاشف  مصفوفي ثنائي الأبعاد مع مرشح ضبط صوتي ضوئي. ومن الممكن أن تُسجّل صور متعددة بالتتابع في نطاقات مختلفة من الأشرطة الموجية الضيقة.
يمكن للعديد من الأجهزة التجارية للأشعة فوق البنفسجية أو التحليل الطيفي تسجيل الأطياف في نطاق الأشعة القريبة من تحت الحمراء (قد تصل لحدود 900 نانومتر). بنفس الطريقة، قد يمتد نطاق بعض أجهزة الأشعة تحت الحمراء المتوسطة لدرجة يصل فيها للأشعة القريبة من تحت الحمراء. غالبًا ما يكون الكاشف المستخدم لأطوال موجات الأشعة القريبة من تحت الحمراء في هذه الأجهزة هو نفس الكاشف المستخدم في النطاق الرئيسي للجهاز.